# Plagiozopelma ashbyi
Plagiozopelma ashbyi är en tvåvingeart som beskrevs av Daniel J. Bickel 1994. Plagiozopelma ashbyi ingår i släktet Plagiozopelma och familjen styltflugor. Inga underarter finns listade i Catalogue of Life.